# Phạm Cuống
Phạm Cuống (1367–1454) hay Lê Cuống là một công thần khai quốc nhà Lê sơ trong lịch sử Việt Nam.

## Tiểu sử
Theo thần phả địa phương, Phạm Cuống sinh năm 1367, quê ở xóm Đồng Dùm xã  Yên Lãng   huyện Đại Từ, tỉnh Thái Nguyên nay là xã Phú Xuyên tỉnh Thái Nguyên ngày nay. Phạm Cuống là cháu của Hồ triều bá Phạm Long, gia tộc nhiều thế hệ làm phiên giậu cho nhà Trần. Phạm Long lấy bà Nguyễn Thị Giản sinh con Phạm Bá Yên, Phạm Bá Yên lấy Vũ Thị Vượng sinh ra Phạm Cuống. Phạm Cuống sinh ra đã có dung mạo phi thường, trí lực hơn người, mưu mô tài giỏi, nên được Lưu Trung gả con gái cho, thành là em rể của Lưu Nhân Chú. Một số nguồn lại ghi Phạm Cuống là anh rể. Cũng theo tư liệu địa phương, vợ Phạm Cuống được vua ban hiệu công chúa, nên gọi là Công chúa Ngọc Ngoan (Lưu Thị Ngọc Ngoan).
Trong khởi nghĩa Lam Sơn, Phạm Cuống theo Lưu Nhân Chú đầu nhập Lê Lợi, tham gia vào nhiều trận chiến, thường tham mưu quân sự. Năm 1426, Lê Lợi lấy danh nghĩa Trần Cảo phong Phạm Cuống chức Đồng Tổng quản Quy Hóa trấn tri quân dân sự. Năm 1428, ông được phong Đồng tổng quản trông coi các việc quân trấn Tuyên Quang, vệ Quy Hóa.
Khởi nghĩa thành công, nhà Lê sơ thành lập, Phạm Cuống được xếp vào hàng Quan phục hầu. Ông là người đứng đầu danh sách 16 người được phong tước này. Thời Lê Thái Tông, khi Lưu Nhân Chú bị sát hại, Phạm Cuống né được sự kiện này, tiếp tục phục vụ các triều vua Lê Thái Tông, Lê Nhân Tông.
Phạm Cuống mất năm 1454, thọ 87 tuổi. Con trai Phạm Văn Hiển thụ ấm Thông Chương đại phu. Năm 1484, thời vua Lê Thánh Tông, truy tặng Tuyên lực công thần, Đặc tiến Phụ quốc thượng tướng quân, tước Hoàn Nghĩa hầu, Trụ quốc, thụy Vũ Tương.

## Hậu duệ
Theo gia phả họ Lê Phạm ở làng Ngọc Lĩnh (Hoằng Trường), cháu ba đời của Phạm Cuống là Định quận công cùng con trai là Phạm Cảnh Phúc khi truy đuổi Mạc Kính Điển đã lạc vào vùng này, nên quyết định đến đây ẩn cư.
Theo gia phả họ Phạm ở Yên Lãng, sau khi khởi nghĩa thắng lợi, Phạm Cuống về quê lấy vợ lẽ, sinh ra Phạm Quý Hoa. Phạm Quý Hoa có ba con trai, trong đó con trưởng cùng cha đổi sang họ Ma, con thứ là Phạm Tấn là cụ tổ dòng họ Phạm nơi đây.

## Vinh danh
Đền thờ Phạm Cuống và Phạm Vấn ngày nay thuộc thôn 4, làng Ngọc Lĩnh, xã Hoằng Trường, huyện Hoằng Hóa, tỉnh Thanh Hóa. Năm 1994, đền được công nhân di tích lịch sử văn hóa cấp tỉnh. Ngày 17 tháng 3 năm 2019, đền được nhận bằng di tích.
Lễ hội đền thờ Lưu Nhân Chú thuộc khu di tích Núi Văn–Núi Võ ở xã Yên Văn, huyện Đại Từ (Thái Nguyên), tương truyền là nơi cha con Lưu Trung, Lưu Nhân Chú, Phạm Cuống luyện quân chống quân Minh, được công nhận di sản văn hóa phi vật thể Quốc gia năm 2023.
Tên Phạm Cuống được đặt cho một con đường ở thành phố Thanh Hóa, thị xã Bỉm Sơn.